# Allium passeyi
Allium passeyi là một loài thực vật có hoa trong họ Amaryllidaceae. Loài này được N.H.Holmgren & A.H.Holmgren mô tả khoa học đầu tiên năm 1974.